# ウツクシキヌバネドリ

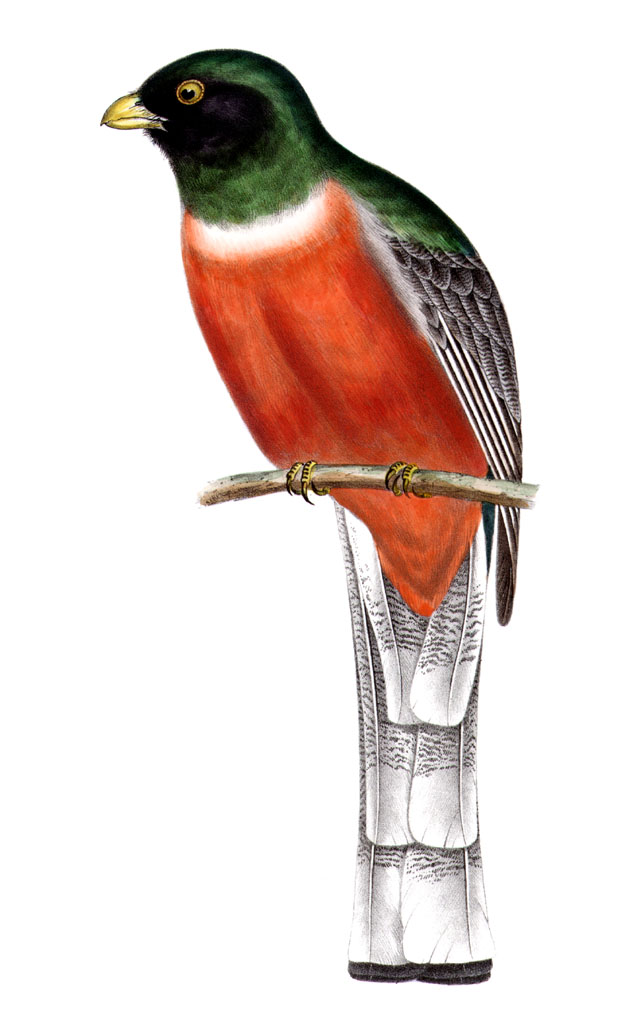
ウツクシキヌバネドリ

ウツクシキヌバネドリ（学名：Trogon elegans）とは、キヌバネドリ目キヌバネドリ科に分類される鳥。

## 生息地
- 北アメリカ、中央アメリカ